# Applied behavior analysis
L'analisi applicata del comportamento o analisi comportamentale applicata, abbreviata abitualmente come ABA dall'inglese Applied Behavior Analysis, è la scienza in cui i principi dell'analisi del comportamento vengono applicati sistematicamente per migliorare i comportamenti socialmente significativi, e in cui si utilizza una logica sperimentale per identificare le variabili responsabili dei cambiamenti nel comportamento.
Si tratta di uno dei tre settori classici dell'analisi del comportamento; gli altri due sono il comportamentismo inteso come epistemologia, e l'analisi sperimentale del comportamento (ovvero, la ricerca sperimentale di base).

## Applicazioni
Sebbene il metodo ABA sia strettamente associato all'intervento nell'autismo, viene utilizzato anche in un'ampia gamma di altri campi. Il Journal of Applied Behavior Analysis ha recentemente pubblicato ricerche sull'autismo, sull'istruzione in classe per bambini con sviluppo tipico, sulla terapia nutrizionale pediatrica, e sui disturbi da uso di sostanze. Altre applicazioni dell'ABA agli esseri umani includono l'analisi del comportamento dei consumatori, l'analisi del comportamento forense, la medicina comportamentale, le neuroscienze comportamentali, l'analisi del comportamento clinico, la gestione del comportamento organizzativo, gli interventi e il supporto per un comportamento positivo in tutta la scuola, e la desensibilizzazione da contatto per le fobie.

## Intervento per l'autismo
Sebbene esistano molte applicazioni dell'ABA al di là dell'autismo, la stragrande maggioranza degli operatori ABA è specializzata nell'autismo e l'ABA stessa è spesso erroneamente considerata sinonimo di terapia dell'autismo. I professionisti utilizzano spesso tecniche basate sull'ABA per insegnare alle persone con autismo i comportamenti adattivi o per ridurre le manifestazioni dei comportamenti difficili. Le tecniche ABA, come il rinforzo differenziale, il fading e l'analisi del compito, sono tra le pratiche basate sull'evidenza più studiate per l'intervento nell'autismo. La terapia ABA viene somministrata principalmente da Terapisti del Comportamento Registrati (RBT) e Analisti del Comportamento Certificati (BCBA) per bambini e adulti con autismo. Gli specialisti RBT forniscono la terapia diretta con i clienti, mentre gli specialisti BCB supervisionano le decisioni cliniche, la gestione dei casi e forniscono la supervisione del personale a tutti i livelli di competenza.

## Criticità
La terapia ABA è l’intervento attualmente più comune per le persone autistiche, spesso esteso nel piano educativo e lavorativo. Secondo uno studio che ha esaminato le esperienze di individui autistici adulti riguardo la terapia ABA in giovane età, i risultati emersi sono stati ricordi traumatici, difficoltà a doversi comportare come i propri pari, guadagnando alcuni benefici a breve termine, ma soffrendo conseguenze significative a lungo termine. Molti individui neurodivergenti, compreso persone autistiche che hanno fatto esperenza di interventi ABA, hanno osservato come la terapia ABA tenta di eliminare, sopprimere o comunque ridurre comportamenti autistici, rinforzando comportamenti di "camuffamento" della loro identità, imitando comportamenti non-autistici (es. guardare negli occhi, espressioni facciali, linguaggio del corpo) considerati gli unici "normali". Il masking di certe caratteristiche autistiche nelle occasioni sociali è stato associato a stigma internalizzato, stress, ansia sociale e generalizzata, burnout autistico, e a lungo termine può aumentare il rischio di depressione, isolamento sociale e problemi di percezione del sécon maggiori rischi suicidari.
Nel 2018, a tal proposito, il Comitato ONU per i Diritti delle Persone con Disabilità ha riconosciuto la partecipazione attiva e informata dei minori con Disabilità riconoscendone l’importanza dell’indipendenza individuale, compresa la libertà di compiere le proprie scelte e considerando che dovrebbero avere l’opportunità di essere coinvolte attivamente nei processi decisionali che li riguardano dando una definizione di “discriminazione fondata sulla disabilità” intesa come qualsivoglia distinzione, esclusione o restrizione sulla base della disabilità che abbia lo scopo o l’effetto di pregiudicare o annullare il riconoscimento, il godimento e l’esercizio, su base di uguaglianza con gli altri, di tutti i diritti umani e delle libertà fondamentali. 
Nel 2020, uno studio ha intervistato e somministrato questionari a dodici adulti autistici in merito all'ABA. I temi identificati sono stati "erosione e perdita graduale del proprio vero sé", "mancanza di agenzia", associando i metodi comportamentali a esperienze dolorose, soprattutto dalla ripetitività della terapia e con sentimenti di rifiuto verso se stessi. La metà dei partecipanti ha riferito esperienze di punizioni e costrizioni nel dover ripetere certi comportamenti e reazioni finché non erano ritenute "giuste" e gaslighting riguardo alle loro percezioni. Alcuni partecipanti hanno sofferto successivamente di sintomi di PTSD, e solo due di ansia e depressione clinica, altri hanno avuto sintomi traumatici.
Nel 2024, il Consiglio europeo delle persone autistiche (EUCAP) ha pubblicato una dichiarazione che esprime preoccupazione per il danno causato dalla terapia ABA, sottolineando come gli individui autistici intervistati vedevano l’ABA come abusiva, controproducente e dannosa per il proprio benessere. L’associazione per l'autismo Aspies e. V. critica l'ABA in un documento di posizione. Anche l'Autistic Self Advocacy Network è contro l’uso dell’ABA nell’autismo.
L'efficacia scientificamente provata dell'ABA può dirci qualcosa sul fatto che i bambini autistici possano condizionarsi a comportarsi in modo meno autistico, ma meno sul fatto che i metodi utilizzati siano anche eticamente giustificabili. La terapia ABA presenta diverse ricerche, tuttavia non ha sufficienti testing longitudinali rispetto ad individui a funzionamento autistico non verbale, a "basso funzionamento" o con comorbidità. Inoltre lo studio sottolinea un’insufficiente introspezione sull’efficacia della tecnica utilizzata da molti dei professionisti ABA e una dimensione potenziale del mercato di 17 miliardi di dollari all’anno. Infatti, dalla terapia ABA sembra essersi sviluppato un redditizio business con l'autismo. Uno studio ha rivelato ampi conflitti di interesse (COI) non divulgati negli studi ABA pubblicati. L'84% degli studi pubblicati nelle principali riviste comportamentali per un periodo di un anno aveva almeno un autore con un COI che coinvolgeva il loro impiego, sia come fornitore clinico ABA che come consulente di formazione per i fornitori clinici ABA. Tuttavia, solo il 2% di questi studi ha rivelato i conflitti di interesse.